# Vřeskovice
Vřeskovice (en allemand : Brzeskowitz, de 1939 à 1945 : Heidefeld) est une commune du district de Klatovy, dans la région de Plzeň, en République tchèque. Sa population s'élevait à 321 habitants en 2021.

## Géographie
Vřeskovice se trouve à 15 km au nord de Klatovy à 25 km au sud-sud-ouest de Plzeň et à 104 km au sud-ouest de Prague.
La commune est limitée par Roupov et Lužany au nord, par Borovy à l'est, par Červené Poříčí, Švihov et Ježovy au sud, et par Biřkov à l'ouest.

## Histoire
La première mention écrite de la localité date de 1352.

## Galerie

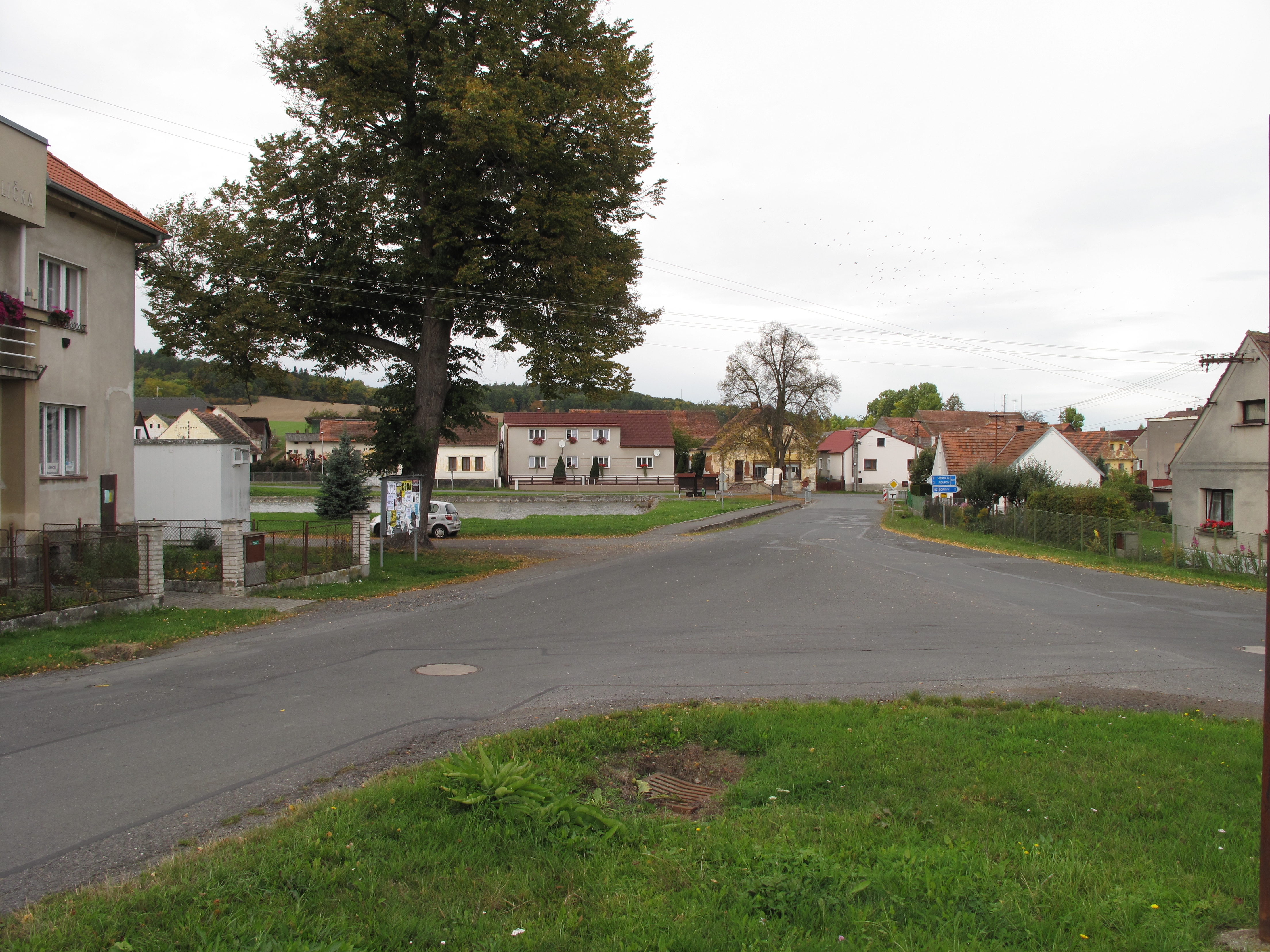
Centre de Vřeskovice.
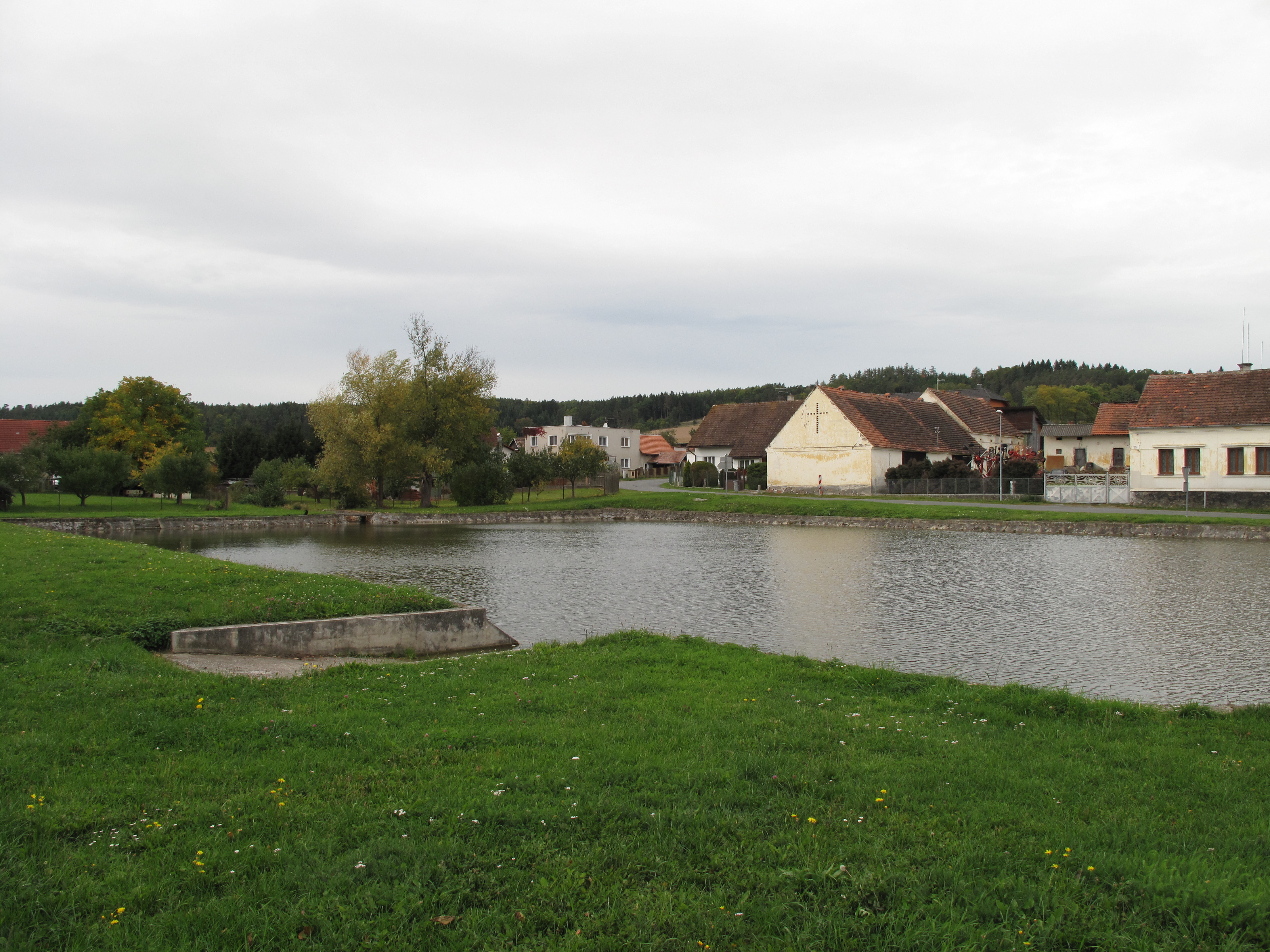
Étang à Vřeskovice.

## Transports
Par la route, Vřeskovice se trouve à 8 km de Přeštice, à 16 km de Klatovy, à 30 km de Plzeň et à 118 km de Prague.